# Bathygadus macrops
Bathygadus macrops es una especie de pez de la familia Macrouridae en el orden de los Gadiformes.

## Morfología
• Los machos pueden llegar alcanzar los 50 cm de longitud total.

## Depredadores
En Estados Unidos es depredado por Merluccius albidus .

## Hábitat
Es un pez de aguas profundas que vive entre 200-777 m de profundidad.

## Distribución geográfica
Se encuentra en la costa  atlántica los Estados Unidos, el Golfo de México, el Mar Caribe y, también, el Golfo de Guinea (desde de Costa de Marfil hasta Angola ).